# Менская городская община
Менская городская общи́на (укр. Менська міська громада) — территориальная община в Корюковском районе Черниговской области Украины. Административный центр — город  Мена.
Население — 25 581 человек. Площадь — 1026,1 км².
Община имеет партнёрские отношения с гминами Даброва (Dąbrowa) и Жираков (Żyraków) (Польша).
Количество учреждений, оказывающих первичную медицинскую помощь — 28.

## История
Менская городская община была создана 12 июня 2020 года путём объединения Менского городского совета, Макошинского поселкового совета, Борковского, Блистовского, Величковского, Дяговского, Киселёвского, Куковичского, Лесковского, Осьмаковского, Садового, Семёновского, Синявского, Слободского, Ушнянского, Феськовского сельсоветов Менского района.
12 декабря 2020 года были присоединены территории Волосковского, Городищенского, Даниловского, Покровского сельсоветов Менского района. 
17 июля 2020 года община вошла в состав нового Корюковского района. Менский район был ликвидирован.

## География
Территория общины представляет из себя большую часть (без западной части) упразднённого Менского района и включает 74,4% территории и 77,9% населения бывшего района. Община граничит с Березнянской и Куликовской общинами Черниговского района, Сновской, Корюковской и Сосницкой общинами Корюковского района, Борзнянской и Комаровской общинами Нежинского района. Реки: Десна, Пулка, Мена.

## Населённые пункты
- город Мена
- пгт Макошино
- Блистова
- Борковка
- Величковка
- Весёлое
- Волосковцы
- Вольное
- Городище
- Даниловка
- Дереловка
- Дибровка
- Дмитровка
- Дягова
- Загоровка
- Киселёвка
- Комаровка
- Куковичи
- Лазаревка
- Лески
- Луговое
- Луки
- Майское
- Максаки
- Муровка
- Новые Броды
- Овчаровка
- Остаповка
- Осьмаки
- Покровское
- Семёновка
- Синявка
- Слободка
- Степановка
- Стольное
- Ушня
- Феськовка
- Черногорцы
- посёлок Куковичское
- посёлок Прогресс
- посёлок Садовое